# Lordiphosa falsiramula
Lordiphosa falsiramula är en tvåvingeart som beskrevs av Zhang 1993. Lordiphosa falsiramula ingår i släktet Lordiphosa och familjen daggflugor. Inga underarter finns listade i Catalogue of Life.